# The Lost Tape
The Lost Tape – dziesiąty solowy mixtape amerykańskiego rapera 50 Centa i DJ-a Drama. Został wydany 22 maja 2012 roku. Płyta jest dostępna za darmo na portalu datpiff.com.
Gościnnie na albumie wystąpili między innymi Snoop Dogg, Jeremih, 2 Chainz czy Eminem. Do utworów "Get Busy", "Murder One", "Riot (Remix)", "O.J." i "All His Love" powstały teledyski.

## Lista utworów
| Nr | Tytuł                                             | Producent    | Czas |
| -- | ------------------------------------------------- | ------------ | ---- |
| 1  | "Get Busy" (featuring Kidd Kidd)                  | 45 Music     | 2:36 |
| 2  | "Double Up - Tone Mason" (feat. Hayes)            | Tone Mason   | 2:39 |
| 3  | "Murder One" (feat. Eminem)                       | AraabMuzik   | 2:55 |
| 4  | "Riot (Remix)" (2 Chainz feat. 50 Cent)           | DJ Spinz     | 2:45 |
| 5  | "O.J." (feat. Kidd Kidd)                          | Mike Will    | 3:48 |
| 6  | "I Ain’t Gonna Lie" (feat. Robbie Nova)           | G Sparkz     | 4:02 |
| 7  | "Complicated"                                     | Chris N Teeb | 2:20 |
| 8  | "You a Killer... Cool"                            | 8track       | 2:26 |
| 9  | "Remain Calm" (feat. Snoop Dogg & Precious Paris) | Kon Hathaway | 3:27 |
| 10 | "Can't Help Myself"                               | Slimm Gemm   | 2:55 |
| 11 | "When I Pop The Trunk" (feat. Kidd Kidd)          | Illmind      | 2:25 |
| 12 | "Planet 50" (feat. Jeremih)                       | Swiff D      | 2:55 |
| 13 | "Swag Level"                                      | Dready       | 3:23 |
| 14 | "Lay Down (Smoked)" (feat. Ned The Wino)          | Jake One     | 2:45 |
| 15 | "All His Love"                                    | Illmind      | 3:16 |